# Les XX

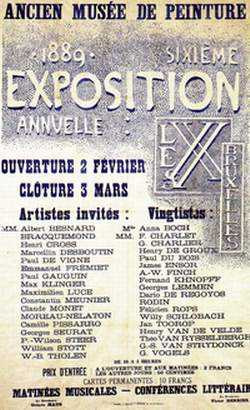
Афіша виставки Les XX 1889 року

Les XX — товариство двадцяти бельгійських малярів і скульпторів, створене в 1883 році в Брюсселі. Угруповання заснував правник, видавець і підприємець Октав Маус (Octave Maus). Упродовж десяти років «Двадцятка» (фр. Les Vingt), як вони себе називали, проводила щорічні мистецькі виставки, на які також запрошувалися відомі художники.
| Прапор Бельгії | Це незавершена стаття про Бельгію. Ви можете допомогти проєкту, виправивши або дописавши її. |